# Benjamin Robins
Benjamin Robins fou un matemàtic anglès del segle xviii, conegut pels seus treballs d'enginyeria militar.

## Vida
Robins era fill d'un sastre quàquer no pas ric. Les creences i la situació financera dels seus pares no el devien inclinar a l'estudi científic. Tot i així, va aconseguir despuntar en les matemàtiques i cridar l'atenció del científic londinenc Henry Pembroke qui el va fer anar a Londres per continuar els seus estudis. Durant uns anys es va guanyar la vida donant classes particulars de matemàtiques als aspirants a entrar a la universitat de Cambridge.
Després de dues publicacions als Philosophical Transactions, va ser escollit fellow de la Royal Society. A partir dels anys 30 va començar l'estudi sistemàtic de l'enginyeria militar: fortificació, hidràulica, balística... També va mantenir certa activitat política, essent l'autor de diversos pamflets contra l'administració del primer ministre Robert Walpole. Probablement, aquestes crítiques van impedir que se'l nomenés director de la Reial Acadèmia d'Artilleria que va fundar el govern el 1741.
El seu prestigi com enginyer militar va fer que el Príncep d'Orange l'invités a anar a Holanda el 1747, durant la guerra de Successió Austríaca on va assistir al setge de Bergen op Zoom.
El 1749 va ser escollit enginyer en cap de la Companyia Britànica de les Índies Orientals i el nadal de 1750 salpava per l'Índia. El clima extrem del país va ser excessiu per la seva constitució i va morir allà d'unes febres a l'any següent.

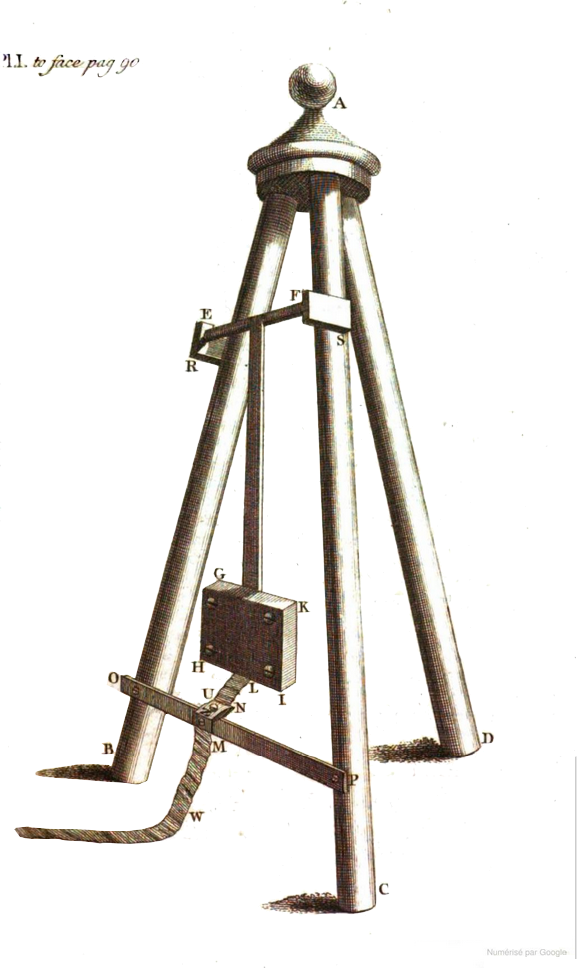
El pèndol balístic de Benjamin Robins.

## Obra
El llibre pel que és conegut Robins és New Principles of Gunnery (Nous principis d'artilleria) (Londres, 1742) en el que es descriu la seva invenció més cèlebre: el pèndol balístic, un instrument que servia per mesurar la velocitat d'un projectil disparat per un mosquet o una peça d'artilleria. També va estudiar la pressió i la temperatura dels gasos produïts en la deflagració de la pólvora, va fer treball experimental per a conèixer la resistència de l'aire, va definir el que avui coneixem com barrera sònica de la velocitat i altres experiments relacionats amb les armes de foc, com el que després s'anomenaria efecte Magnus, que el converteixen un dels científics pioners en aquesta àrea de coneixement. Per aquestes aportacions originals, va rebre la medalla Copley el 1746.
A part dels seus escrits polítics abans mencionats, Robins també es va mostrar com un bon narrador en escriure la crònica de l'expedició de George Anson per fer la volta al món, a petició del mateix Anson.